# حوزه انتخابیه دزفول
حوزهٔ انتخاباتی دزفول یکی از حوزه‌های استان خوزستان برای انتخابات مجلس شورای اسلامی است. این حوزه به مرکزیت دزفول ۱ نماینده دارد.

## پی‌نوشت و منبع
- «جدول حوزه‌های انتخابیه در انتخابات نهمین دورهٔ مجلس شورای اسلامی» (PDF). مرکز پژوهش و سنجش افکار صدا و سیما. بایگانی‌شده از اصلی (PDF) در ۵ اكتبر ۲۰۱۸. دریافت‌شده در ۲۱ مارس ۲۰۱۶. تاریخ وارد شده در |archive-date= را بررسی کنید (کمک)